# Leônidas da Silva
Leônidas da Silva (6. září 1913, Rio de Janeiro – 24. ledna 2004, Cotia) byl brazilský fotbalista.
Hrával na pozici útočníka. Do historie světového fotbalu se zapsal především jako nejlepší střelec mistrovství světa ve Francii roku 1938. Na šampionátu dal sedm branek (mj. 2 do sítě Československa) a s brazilskou reprezentací nakonec vybojoval bronzovou medaili. Zpětně byl federací FIFA vyhlášen i nejlepším hráčem mistrovství. Zúčastnil se též předchozího šampionátu v Itálii roku 1934. Celkem za národní tým odehrál 19 utkání, v nichž vstřelil 21 gólů. Měl přezdívku Černý diamant (Diamante Negro). Je považován za vynálezce střely přes hlavu (tzv. "nůžek"). Po skončení hráčské kariéry krátce trénoval São Paulo FC, ale nakonec se stal rozhlasovým komentátorem.